# پدر آواره
پدر آواره (به هندی: Awara Baap) فیلمی محصول سال ۱۹۸۵ و به کارگردانی سوهانلال کانوار است. در این فیلم بازیگرانی همچون راجش خانا، میناکشی سشادری، راجان سیپی، مادهوری دیکشیت، اوم پراکاش، افتخار، بهارات بوشان ایفای نقش کرده‌اند.